# Ulvsättraskolan

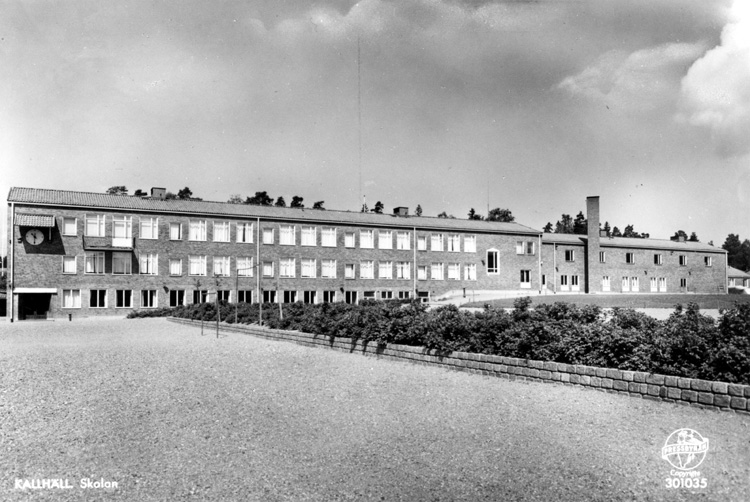
Ulvsättraskolan i Kallhäll med skolgården i förgrunden vid 1950-talets mitt. Fotograf: Svenska Pressbyrån.

Ulvsättraskolan är en skola vid Källtorpsvägen 60 i kommundelen Kallhäll i Järfälla kommun. Skolan är en F-5 skola med cirka 350 elever och verksamheten omfattas även av en Förberedelseklass (FBK)-klass för elever år F-4.
Skolans namn, Kallhälls skola, ändrades vid mitten av 1960-talet till Ulvsättraskolan. Skolan, som byggdes 1952, kallades först "Kallhälls nya skola" till skillnad från "Kallhälls gamla skola" eller Kallhälls skola, som var Bolinders skola, som byggdes 1909 vid Dahlerusvägen av Bolinders Mekaniska Verkstads AB.

## Historia
"Kallhälls nya skola", som skolan kallades, var klar i september 1952. Tomten där skolan byggdes hade skänkts av Bolinders Mekaniska Verkstads AB. 
Grundstenen till skolan lades den 26 november 1951 av landshövding Lars Levinsson. Samtidigt murades ett kopparskrin in i grundstenen med ett dokument som skildrar skolans tillkomst. Även diverse mynt och några exemplar av dagens tidningar murades in.
Redan från början var Kallhälls nya skola för liten. Detta berodde på att ett 40-tal barn från Kallhälls villastad, ett bostadsområde i kommundelen Kallhäll-Stäket i Järfälla kommun, fick gå i Kallhälls skola. År 1952 tillhörde de barnen fortfarande Sollentuna landskommun. Området överfördes den 1 januari 1955 från dåvarande Sollentuna köping till Järfälla landskommun. Skolan inrymde åtta klassrum. Dessutom inrymde skolan två salar för flickslöjd och två salar för pojkslöjd samt specialsalar, matsal, läkarmottagning och vaktmästarbostad. Såsom klassrum fick man efter några år ta specialsalarna i anspråk.
Till Järfälla kommun inkorporerades Stäket från hösten 1954. Ytterligare ett 40-tal barn överflyttades då till Kallhälls skola. Stäket är ytterligare ett bostadsområde i kommundelen Kallhäll-Stäket i Järfälla och det ligger vid östra sidan av Stäksundet längst norrut i kommunen.
En ny tillbyggnad invigdes 1960 och Kallhälls skola var nu fullt utbyggd. Den tidigare uppförda skolbyggnaden var bara en första etapp. I och med den nya tillbyggnaden fick man ytterligare sexton klassrum. Av dessa klassrum var åtta i en tvåvåningsbyggnad, som byggts till den tidigare skolbyggnaden, och åtta klassrum i en särskild småskolelänga. I den nya tillbyggnaden inrymdes också ett modernt skyddsrum.

## Källa
- Lars Gustafsson j:r, Järfällaboken 1957.